# 베른하르트 노흐트 열대의학 연구소

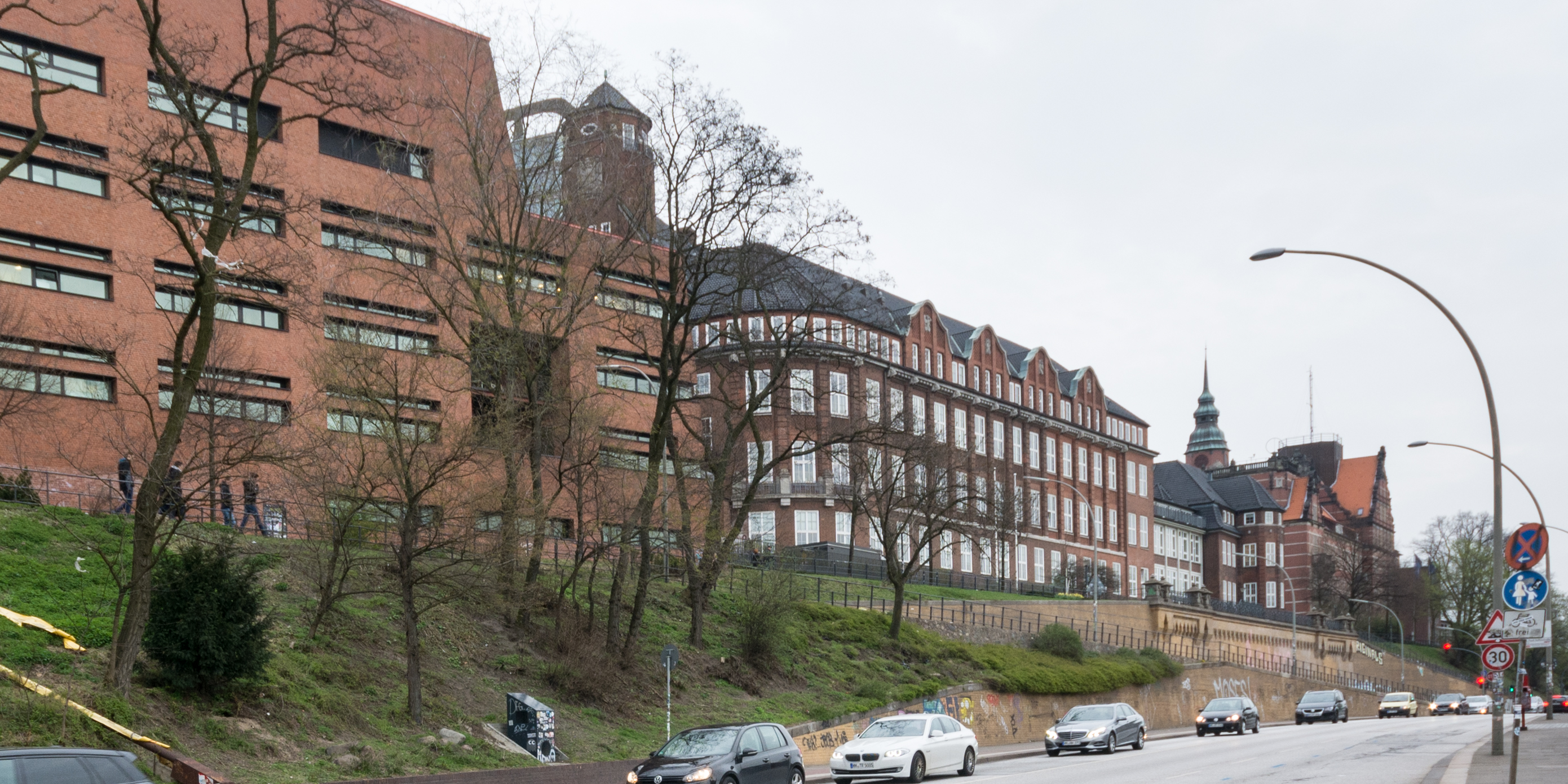
남쪽에서 본 베른하르트 노흐트 열대의학 연구소의 옛 건물 (Altbau)과 새 건물 (Neubau)

함부르크에 위치한 베른하르트 노흐트 열대의학 연구소(독일어: Bernhard-Nocht-Institut für Tropenmedizin, BNITM)는 라이프니츠 과학협회에 소속된 독일 최대의 열대의학 연구소로 약 250명이 여기서 일하고 있다. 

## 역사
1892년, 함부르크에서 콜레라 창궐에 의해 수천명이 사망하자 함부르크 의회와 시민들은 보건개혁을 실시하기로 결의했고 이에 중앙정부는 항해병과 열대병의 연구 및 선박의사와 식민지의사의 교육을 위해 연구소의 건립을 지원했다. 이에 따라 1893년에 해군 군의관이었던 베른하르트 노흐트가 새로 만들어진 항구전담의사직을 맡게 되었고 성 게오르크 종합병원 (Allgemeines Krankenhaus St. Georg)에는 선원들을 위한 병동이 설치되었다. 노흐트는 1899년, 로버트 코흐의 계획과는 달리 교역이 왕성하여 접하는 병의 종류도 다양한 함부르크를 열대병 연구 중심지로 만드는데 성공했다. 그리하여 1900년 10월 1일에 마침내 항해병·열대병 연구소가 24명의 직원들과 함께 문을 열었다. 2006년부터는 외래진료만 보며 2014년의 에볼라 환자처럼 입원이 필요한 환자는 함부르크-에펜도르프 대학병원 (Universitätsklinikum Hamburg-Eppendorf)에서 치료를 받는다.

## 건물
1910년에서 1914년 사이에 건축가 프리츠 슈마허 (Fritz Schumacher)가 고안한 대로 함부르크 장크트 파울리 (St. Pauli) 구에 실험실, 병동과 동물관리영역의 세 구역으로 이루어진 건물이 탄생했다. 1945년 이후 폭격으로 손상된 건물이 재건되었고 2003년부터는 예전의 동물관리영역이었던 곳에 새로운 건물을 짓기 시작하여  2008년 1월 말에 완공되었다. 특히 생물 안전도가 높은 실험실들은 완전히 새로 설계되어 이 때부터 BSL-4 레벨을 유지하고 있다.오래된 건물 (Altbau) 파사드의 수많은 보석 장식들은 예술가인 요한 미하엘 보사르트 (Johann Michael Bossard)가 제작했다.
연구소가 위치한 거리의 동쪽에 독일 기상청의 지역 센터와 연방 항해·수로청 (Bundesamt für Seeschifffahrt und Hydrographie)이 이웃해 있다.

## 연구
여기서는 분자생물학 및 면역학, 역학 및 진단, 그리고 임상연구의 세 분야에서 연구가 이루어지고 국립 열대 병원체 기본센터 또한 이 곳에 있다. 2007년 말까지는 연방 보건부와 함부르크 사회·가정·보건·소비자보호청에서 연구소를 관할하다가 2008년부터 라이프니츠 과학협회에서 여기를 운영하고 있다.

연구 중점은 말라리아, 바이러스성 출혈열 (라싸 바이러스, 마르부르크 바이러스, 에볼라바이러스, 크리미안 콩고 바이러스), 면역학, 역학, 열대병 임상과 모기에 의한 바이러스 전염 등이다. 병원성이 높은 바이러스는 BSL-4, 감염된 곤충은 생물 안전도 BSL-3 레벨의 실험실 또는 곤충사육실에서 다루어진다. 세계보건기구에 의해 절지동물매개 바이러스 (아르보바이러스)와 출혈열 바이러스 협력센터로 지정되었고, 가나 보건부 및 쿠마시대학교 (KNUST)와 함께 서아프리카의 우림에서 외부 연구진들에게도 개방된 현대적인 교육연구센터를 운영하고 있다.

연구 성과로는 SARS-CoV의 식별과 검사 (크리스티안 드로스텐, 슈테판 귄터 2003), 선형동물에 의해 발생하는 병들 중에서도 특히 강변 실명증에 대한 치료 (아힘 회라우프 1998), 벌레와 공생하는 세균, 말라리아 기생충의 상태 변화 단계를 밝혀낸 것 (메로좀, 폴커 호이슬러 2006) 등이 있다. 병리학 부서에서 일하던 파울 라취 (Paul Racz)·클라라 텐너-라취 (Klara Tenner-Racz) 부부는 에이즈 연구로 알려졌다.

## 그 외
연구 중점은 로버트 코흐 연구소 (RKI)와 BNITM이 나누어 가지는데 BNITM은 국외, RKI는 국내와 위생 부문을 도맡는다.
라이베리아의 봉타운 (Bong Town)에 위치한 병원에는 BNITM의 해외사무소가 있었는데 1990년대의 내전으로 인해 문을 닫았다. 
일반인들에게는 열대연구소 또는 열대병원이라고 불리기도 한다.
함부르크 연방군병원 (Bundeswehrkrankenhaus Hamburg)과의 긴밀한 공조 하에 2005년부터 연방군병원의 열대의학 부문을 BNITM에서 관장한다.
2006년부터는 병동을 운영하지 않는다.
베른하르트 노흐트 열대의학 메달은 동명의 연구소와 독일 열대의학학회에서 수여하며 메달 수여자는 함부르크에서 강연할 기회를 갖게 된다.

## 같이 보기
- 여행의학